# Bularung Sar
Der Bularung Sar ist ein 7134 m (nach anderen Quellen 7110 m) hoher Berg im Karakorum in Pakistan.

## Lage
Der Bularung Sar befindet sich in einer Bergkette des Hispar Muztagh zwischen dem westlich gelegenen Trivor und dem östlich gelegenen Distaghil Sar. An der Nordflanke strömt der Momhilgletscher. Am Südhang verläuft der Kunyanggletscher.

## Besteigungsgeschichte
Die Erstbesteigung fand im Juli 1990 durch eine Schweizer Expedition über den Südgrat statt. 
Am 25. Juli erreichten Thierry Bionda, Christian Meillard und Gérard Vouga den Gipfel. Am 27. Juli folgten Jacques Aymon, Vincent von Kaenel und Lothar Matter sowie am 28. Juli Heinz Hügli, Carole Milz und Jean-Jacques Sauvain.